# 顏慧萍
顏慧萍（英語：Geraldine Gan，1991年6月16日—），出生于馬來西亞柔佛州麻坡市，2011年參加馬來西亞Astro新秀大賽獲得冠軍，2011年7月赴台灣參加電視選秀節目《華人星光大道》第一屆，最終奪得第五名。

## 歌唱選秀節目

### 第一屆《華人星光大道》比賽過程
| 集序 | 首播日期   | 比賽主題                             | 演唱歌曲                                     | 原唱者             | 分數 | 備註                                    |
| ---- | ---------- | ------------------------------------ | -------------------------------------------- | ------------------ | ---- | --------------------------------------- |
| 02   | 2011/07/10 | 新聲資格 決定賽 (下)                 | 《Killing Me Softly》                        | Roberta Flack      | 過關 | 5顆星                                   |
| 04   | 2011/07/24 | 生死激鬥 一對一PK賽 (下)             | 《眼色》                                     | 林宥嘉             | 20   | 勝沈品彤（16分）                        |
| 05   | 2011/07/31 | 適者生存 雙人合唱 PK殊死賽           | 《Billie Jean》                              | Michael Jackson    | 24   | 勝趙潔瑩（23分）                        |
| 06   | 2011/08/07 | 衝破逆境 三選一 抗壓賽               | 《寂寞寂寞就好》                             | 田馥甄             | 26   | 勝劉悅（24分） 勝葉仁傑（10分）         |
| 07   | 2011/08/14 | 挑戰經典 華語巨星熱門金曲            | 《無所謂》                                   | 蔡健雅             | 22   | 過關                                    |
| 08   | 2011/08/21 | 劉家昌老師作品挑戰賽                 | 《一串心》                                   | 沈雁               | 26   | 過關                                    |
| 10   | 2011/09/04 | 合作無間 分組對抗 考驗賽             | 《開到荼靡》                                 | 王菲               | 25   | 敗劉悅（27分）                          |
| 11   | 2011/09/11 | 撼動人心 用歌聲 說故事               | 《忽然之間》                                 | 莫文蔚             | 25   | 過關                                    |
| 12   | 2011/09/18 | 大改造 我的 主打歌                   | 《傻孩子》                                   | 閻韋伶             | 22   | 過關                                    |
| 13   | 2011/09/25 | 時光飛逝 年代經典 金曲挑戰賽         | 《今天不回家》                               | 姚蘇蓉             | 19   | 過關                                    |
| 14   | 2011/10/02 | 舞力全開 肢體考驗挑戰賽              | 《你在看我嗎》                               | 張惠妹             | 21   | 過關                                    |
| 15   | 2011/10/09 | 翻開回憶 記憶中的 民歌年代           | 《橄欖樹》                                   | 齊豫               | 25   | 過關                                    |
| 16   | 2011/10/16 | 回味經典 向音樂大師 陳志遠致敬       | 《酒矸倘賣無》                               | 蘇芮               | 19   | 過關                                    |
| 17   | 2011/10/23 | 閃亮的日子 音樂教父羅大佑的曠世戀曲  | 《是否》                                     | 蘇芮               | 18   | 過關                                    |
| 18   | 2011/10/30 | 精采絕倫 笑果十足歌中劇初體驗        | 《口香糖》 《好想談戀愛》                    | 梁詠琪 范曉萱      | 16   | 與劉悅、王翎蓓合唱                      |
| 19   | 2011/11/06 | 藝同飆唱 最終十強 決定賽             | 《後知後覺》                                 | 張惠妹             | 24   | 與李佳薇合唱                            |
| 20   | 2011/11/13 | 強敵來襲 生死拚搏 踢館賽             | 《Zombie》                                   | The Cranberries    | 24   | 敗郁可唯(29分)                          |
| 21   | 2011/11/20 | 全力反擊 生死拚搏 踢館賽             | 《十年》                                     | 陳奕迅             | 25   | 勝練懿樂（22分）                        |
| 22   | 2011/11/27 | 殺出重圍 生死拼搏 踢館賽             | 《走鋼索的人》                               | 李泉               | 21   | 清唱PK 敗解偉苓（21分）                 |
| 23   | 2011/12/04 | 絕處逢生 生死拚搏 踢館賽             | 《曾經太年輕》                               | 藍又時             | 20   | 敗胡靈（22分）                          |
| 24   | 2011/12/11 | 背水一戰 踢館魔王震撼教育 積分賽1    | 《洗牌》                                     | 李玖哲             | 26   | 敗劉漢傑（29分）                        |
| 25   | 2011/12/18 | 超越自我 創新曲風狂想曲 積分賽2      | 《I kissed a girl》                          | Katy Perry         | 23   | 積分 26+23=49                           |
| 25   | 2011/12/18 | 超越自我 我與樂團的美麗樂章 積分賽2  | 《Perhaps Perhaps Perhaps》 《愛我的請舉手》 | Doris Day 莫文蔚   | 27   | 伴奏：Herb Jazz Quintet 積分26+23+27=76 |
| 26   | 2011/12/25 | 力挽狂瀾 選秀熱門金曲 積分賽3        | 《愛很簡單》                                 | 陶喆               | 18   | 積分26+23+27+18=94                      |
| 26   | 2011/12/25 | 力挽狂瀾 經典重現向偶像看齊 積分賽3  | 《Save me from myself》 《Lady Marmalade》   | Christina Aguilera | 22   | 積分26+23+27+18+22=116                  |
| 27   | 2012/01/01 | 全力衝刺 2011新曲挑戰 積分賽Ⅳ        | 《還是要幸福》                               | 田馥甄             | 23   | 目前積分139分                           |
| 27   | 2012/01/01 | 全力衝刺 偶像引領 往決賽邁進 積分賽Ⅳ | 《離騷》                                     | 戴愛玲             | 24   | 與戴愛玲合唱 總積分163分                |
| 28   | 2012/01/08 | 華人星光大道1 總冠軍賽 (直播)        | 《病態》                                     | 林宥嘉             | 21   | 總積分184分 獲得本屆第五名              |
| 28   | 2012/01/08 | 華人星光大道1 總冠軍賽 (直播)        | 《Saving All My Love for You》               | Whitney Houston    | --   |                                         |

## 音樂作品

### EP
| 專輯名稱                                                                               | 發行日期       | 發行公司              |
| -------------------------------------------------------------------------------------- | -------------- | --------------------- |
| 《一路有你》 1. 一步距離 2. 好時光 3. New Chapter                                      | 2013年12月6日  | Astro大馬控股有限公司 |
| 《一個人的冒險》 1. 一個人的冒險 2. 陪你去旅行 3. 花生 4. 你看見什麼 5. 自力更生的星球 | 2016年12月14日 | Astro大馬控股有限公司 |

### 單曲
| 專輯名稱                                 | 發行日期       | 發行公司                    |
| ---------------------------------------- | -------------- | --------------------------- |
| Good Night                               | 2014年8月15日  | Astro大馬控股有限公司       |
| 即将上映的美丽                           | 2018年10月21日 | Astro大馬控股有限公司       |
| 我的远方                                 | 2023年7月14日  | 坏猫 Bad Kitty              |
| 心眼 （Astro Originals 《名门》 主题曲） | 2024年7月26日  | Astro大馬控股有限公司       |
| 青春剧本                                 | 2024年11月22日 | Little Bad Music 小坏坏音乐 |

### 合唱
- 2012年 Astro本地圈《爱Show出来》双亲节活动，主题曲【为爱出发】，颜慧萍和趙潔瑩合唱
- 2012年8月 颜慧萍和趙潔瑩合体发单曲EP《BFF》
- 2012年 Astro本地圈主题曲【在这里】
- 2013年 《MY Astro 全民贺岁Ulala》賀歲專輯【得意洋洋】
- 2014年 《MY Astro 馬力全開慶豐年》賀歲專輯【新鮮】
- 2014年《十年本地圈》主题曲 【梦飞扬】
- 2014年8月参与Astro与A Pangkor Hill联合主办《邦咯海岛节2014》主题曲 【Everyday】
- 2014年8月與Astro旗下女藝人們聯合發行《我們的故事》合唱 EP
- 2015年《嘻嘻哈哈喜羊羊》賀歲專輯【大地回春萬象新】，【春風吻上誰的臉】
- 2016年《猴爺大盛年》賀歲專輯【萬事如意樂陶陶】，【心想事成有著數】
- 2016年 顏慧萍與其他本地歌手演繹《全民電影》OlaBola第二首電影主題曲【We will believe again】【OLA　BOLA】
- 2017年 顏慧萍與許佳麟和賴淞鳳【LOVE N MUSIC @ Melbourne & Tasmania/ 愛與音樂去澳遊】節目主題曲《這樣的知己》
- 2017年 顏慧萍與彭學斌《暗戀》
- 2019年 《万象更新 勇气棒嘟嘟》贺岁专辑 【勇气棒嘟嘟】和【惜福】
- 2022年 Creation X 新年单曲《虎Ray 虎Ray》
- 2023年 顏慧萍與Eric賴宏恩 电视电影《追梦舞台》主题曲 【感爱光】
- 2025年 《喜乐乐 SHARE丰年》贺岁专辑【SHARE 丰年】和【魔法新年】

## 影視作品

### 電影
- 2013年 《武林歌手》 饰演 颜萍萍
- 2014年 《一路有你》 客串 新娘姐妹
- 2018年《簡單的婚禮》 饰演 JOJO

## 獎項
- 2011年：馬來西亞Astro新秀大賽 - 冠軍
- 2012年：第一屆華人星光大道 - 第五名
- 2013年：第四届【MY Astro至尊流行榜頒獎典禮】

以【BFF】组合获
- 至尊單曲《BFF》
- 至尊新人（大馬）
- 至尊金曲《BFF》
- 2013年：【Neway K歌榜頒獎典禮2013】

- Neway10大热门本地K歌奖《BFF》
- 2014年：【Neway K歌榜頒獎典禮2014】

- 我最喜愛女歌手（銀獎）
-Neway10大熱門本地K歌獎《一步距離》
- 2015年：Red Box & Green Box Karaoke 2014年最高點播率Ｋ歌20強：《一步距離》
- 2015年：第十三屆【馬來西亞娛協獎頒獎典禮】

个人奖项
- 新人推薦獎（銀獎）
- 最佳迷你專輯獎《一路有你》
- 最佳電視/電影歌曲獎《好時光》
以【BFF】组合获
- 最受歡迎K歌獎 (銅獎)《BFF》
- 十大原創歌曲獎（本地組）《BFF》
- 2016年：【Neway K歌榜頒獎典禮2015】

- 我最喜愛女歌手獎（銀獎）
- Neway推崇實力演繹獎
- 十大熱門MV獎 《自力更生的星球》
- 十大本地熱門K歌獎 《自力更生的星球》
- 2016年：2016【AIM 中文音樂頒獎典禮】

- 最佳新人獎（金獎）
- 最佳電視電影主題歌曲獎《一步距離》
- 最佳迷你專輯獎《一路有你》
- ：第七屆京都念慈菴【全球流行音樂金榜】

- 馬來西亞MY FM點播冠軍《一個人的冒險》
2017年：【Neway K歌榜頒獎典禮2017】
十大熱門MV獎《一個人的冒險》
2018年：【Neway K歌榜頒獎典禮2018】
五大熱門MV獎《即將上映的美麗》
ASIAN ACADEMY CREATIVE AWARDS - Best Theme Song 【柏拉图的浪漫】

## 部分参与节目/活动
2013	担任《Samsung Launching 2013》表演歌手
2013	担任《2013 AIM 中文音樂頒獎典禮》表演嘉宾（怀念谢继麟&刘秋仪）
2013	担任《Astro中文视界嘉年华》演出歌手
2013	担任《Astro新秀大赛2013》表演嘉宾
2013	担任《Elken Winners’ Nite 2013》表演歌手
2013	担任《Digi Golden Dealer Night》表演歌手
2012	担任《用马来西亚的天气来说爱你》跨年演唱会表演歌手
2012	担任《MY FM亚庇2周年台庆之FUN 2GETHER音乐趴》表演嘉宾
2012	担任《MY FM古晋台庆之决战2势力》表演嘉宾
2012	担任《MYFM飞凡14 美斯特利亚台庆2012》表演嘉宾
2012	担任《2012娱协奖》表演嘉宾
2012	担任《Astro新秀大赛2012》总决赛表演嘉宾
2012 担任《Standard Chartered Annual Event@KL Hilton》表演嘉宾
2012 参与《Changay Festival@Johor》活动
2012 担任《Launching of Njoi Sibu》表演嘉宾
2011 担任《最酷本地圈双喜跨年派对》之《Astro本地圈跨年音乐趴》演出歌手

## 外部連結
- 顏慧萍的Facebook專頁
- 顏慧萍的Instagram帳戶
- 顏慧萍的新浪微博
- YouTube上的顏慧萍頻道